# Canthidium riverai
Canthidium riverai är en skalbaggsart som beskrevs av Kohlmann och M. Alma Solis 2006. Canthidium riverai ingår i släktet Canthidium och familjen bladhorningar. Inga underarter finns listade.